# Lapinig (Northern Samar)
Lapinig is een gemeente in de Filipijnse provincie Northern Samar op het eiland Samar. Bij de laatste census in 2007 had de gemeente ruim 11 duizend inwoners.

## Geografie

### Bestuurlijke indeling
Lapinig is onderverdeeld in de volgende 15 barangays:
| - Alang-alang - Bagacay - Cahagwayan - Can Maria - Can Omanio - Imelda - Lapinig Del Norte - Lapinig Del Sur | - Lo-ok - Mabini - May-igot - Palanas - Pio Del Pilar - Potong - Potong Del Sur |

## Demografie
Lapinig had bij de census van 2007 een inwoneraantal van 11.198 mensen. Dit zijn 400 mensen (3,7%) meer dan bij de vorige census van 2000. De gemiddelde jaarlijkse groei komt daarmee uit op 0,50%, hetgeen lager is dan het landelijk jaarlijks gemiddelde over deze periode (2,04%). Vergeleken met de census van 1995 is het aantal mensen met 1.385 (14,1%) toegenomen.

De bevolkingsdichtheid van Lapinig was ten tijde van de laatste census, met 11.198 inwoners op 57,3 km², 195,4 mensen per km².